# Ніколае Воґоріде
Ніколае Воґоріде (*1820-†1863 роки) — османський і молдовський політик болгарського походження. Каймакам Молдовського князівства в 1857-1858 роках. Син Стефана Воґоріде, теж господаря Молдови. Правнук болгарського церковного діяча Софронія Врачанського. 

## Біографія
Народився в 1820 році в Яссах.
Навчався в престижній Грецькій православній колегії в Стамбулі.
Був одружений з 1846 року на Катерині Конакі (1829-1870 роки). У них було четверо дітей: сини Імануїл (1847-1935) і Костянтин (1849-1894), дочки Марія (1851-1931) і Люція (1855-1938).
Під час регентства Теодора Балша (грудень 1856 року — березень 1857-го) Ніколае Воґоріде займав пост міністра фінансів, а після його смерті замінив його на посту. Проявив себе як ультра-консервативний правитель, був проти союзу Молдови з Валахією і створення Дунайського князівства.
Втративши будь-який вплив, Ніколае Воґоріде був відсторонений від посади в жовтні 1858 року.
Помер 23 квітня (за іншими даними 12 квітня) 1863 року в Бухаресті, був похований в Бреїлі.
Через рік після смерті Ніколае Воґоріде, його дружина вийшла заміж за князя Емануеля Русполі (1837—1899 роки).